# Rollandia Rolland
Білочуба пірникоза(Rollandia Rolland) є різновидом пірникоз з родини Podicipedidae . Мешкає в південній частині Південної Америки в Бразилії, Уругваї, Парагваї, Болівії, Чилі, Перу, Аргентині і Фолклендських островах. Її природним середовищем проживання є прісноводні озера, ставки і канали з малою течією де вони харчуються дрібною рибою.
Пірникозові - водоплавні птахи і хороші нирці. І хоча  їх часто приймають за качок, вони не мають з останніми нічого спільного. В зв'язку з тим, що на відміну від багатьох інших птахів,  у пірникозових кістки в більшості своїй,  не порожні і в меншій мірі наповнені повітрям птахи сидять на воді значно глибше. Сильні короткі ноги віднесені далеко назад відносно тулуба, вони допомагають пірникозі добре плавати і пірнати. Пальці ніг не з'єднані перетинками, а мають з боків жорсткі шкіряни лопаті. Ногами вони гребуть не під собою, а досить ефективно працюють ззаду, утворюючи подобу корабельного гвинта.
Самці та самки білочубої пірникози схожі один на одного і мають від 27 до 35 см в довжину. У шлюбному вбранні птахи мають чорний гребінь на задній частині голови. Навколо вух вони мають великий білий пучок пір'я. Низ тьмяно червонувато-коричневий, часто строкатий.  Очі червоні, дзьоб чорний, а ноги сірі або оливково-коричневі. В позашлюбний період вони скоріше темно-коричневі ніж чорні, а гребінь в цей час стає непомітним.